# Philip Davis (Schauspieler)
Philip Davis (* 30. Juli 1953 in Grays) ist ein englischer Schauspieler, Regisseur, Komponist und Drehbuchautor.

## Leben
Davis wuchs in Thurrock, Essex gemeinsam mit seinen zwei Brüdern auf. Sein Vater war bei der Procter and Gamble Seifenfabrik tätig, während seine Mutter eine Reinigungsfrau war. Bereits im Alter von acht Jahren interessierte er sich für das Schauspielen. Davis besuchte die Ockendon Courts Secondary Modern Schule. Er meint, dass er zu dieser Zeit schwierig gewesen sei, ihn zu unterrichten und er möglicherweise unter ADHS gelitten habe. Im Schultheater blühte er jedoch auf und wusste schon sehr früh, dass er das Schauspielen zum Beruf machen wollte. Seinen ersten professionellen Schauspieljob erhielt Davis im Jugendalter am National Youth Theatre. Wenig später bekam er einen Platz bei Joan Littlewoods Theater Workshop am Stratford East Theater. In den 1970er Jahren machte Davis im Theater Karriere und war auch in einigen Filmen und Fernsehserien zu sehen. Während seiner ersten Zeit als Schauspieler verdiente Davis nur relativ wenig und hatte es etwas schwerer, sich finanziell über Wasser zu halten. Jedoch war er derart vom Schauspielen fasziniert, dass ihm dies nichts weiter ausmachte. Im Jahr 1980 bekam er eine Rolle in der Fernsehserie The Studio, die etwas besser bezahlt war und von da an ging es auch finanziell bergauf. Im Jahr 1984 konnte er sich seine erste eigene Wohnung kaufen. Es folgten viele weitere Filme und Fernsehproduktionen. Davis hat eine gemeinsame Tochter mit der Schauspielerin Eve Matheson und einen Sohn aus einer früheren Beziehung.

## Filmografie (Auswahl)

### Darsteller
- 1972: Pasolinis tolldreiste Geschichten (I racconti di Canterbury)
- 1973: Die großen Geheimnisse des Orson Wells (Orson Welles’ Great Mysteries, Fernsehserie, eine Folge)
- 1976: Angels (Fernsehserie, eine Folge)
- 1978: Die Profis (The Professionals, Fernsehserie, eine Folge)
- 1978: People Like Us (Fernsehserie, 5 Folgen)
- 1979: Quadrophenia
- 1980: Dark Water (Kurzfilm)
- 1982: Oliver Twist (Fernsehfilm)
- 1982: Pink Floyd – The Wall
- 1983: Jim Bergerac ermittelt (Bergerac, Fernsehserie, eine Folge)
- 1984: Die Bounty (The Bounty)
- 1985: The Doctor and the Devils
- 1985: Underworld
- 1986: Rebellion der Rechtlosen (Comrades)
- 1988: Hohe Erwartungen (High Hopes)
- 1988: The Firm (Fernsehfilm)
- 1989: The Howling 5 – Das Tier kehrt zurück (Howling V: The Rebirth)
- 1992: Inspektor Morse, Mordkommission Oxford (Inspector Morse, Fernsehserie, eine Folge)
- 1992: Alien 3 (Alien³)
- 1992: Blue Ice
- 1993: Die Abenteuer des jungen Indiana Jones (The Adventures of Young Indiana Jones, Fernsehserie, eine Folge)
- 1993: Im Namen des Vaters (In the Name of the Father)
- 1994: Wanted (Kurzfilm)
- 1995: Undercover (I.D.)
- 1996: Lügen und Geheimnisse (Secrets & Lies)
- 1996: Crimetime: Das Auge des Verbrechens (Crimetime)
- 1997: Face
- 1997: Der Elfengarten (Photographing Fairies)
- 1998: Still Crazy
- 1999: Births, Marriages and Deaths (Fernsehserie, 4 Folgen)
- 2000: Black Cab (Fernsehserie, eine Folge)
- 2001: Trance (Fernsehfilm)
- 2003: Ready When You Are Mr. McGill (Fernsehfilm)
- 2004: Jack Brown and the Curse of the Crown
- 2004: The Baby Juice Express
- 2004: Vera Drake
- 2004: Mauer des Schweigens (Wall of Silence)
- 2005: Casanova
- 2006: Tagebuch eines Skandals (Notes on a Scandal)
- 2007: Cassandras Traum (Cassandra’s Dream)
- 2007: George Gently – Der Unbestechliche (Inspector George Gently, Fernsehserie, eine Folge)
- 2007: Inspector Barnaby (Fernsehserie, eine Folge)
- 2008: Bike Squad (Fernsehfilm)
- 2008: Kis Vuk (Stimme)
- 2008: Bitter (Kurzfilm)
- 2008: Doctor Who (Fernsehserie, eine Folge)
- 2008, 2020: Silent Witness (Fernsehserie, 4 Folgen)
- 2009: Dead Man Running
- 2009–2013: Whitechapel (Fernsehserie, 18 Folgen)
- 2010: Just for the Record
- 2010: Identity (Fernsehserie, eine Folge)
- 2010: Another Year
- 2010: Brighton Rock
- 2010: Sherlock: Ein Fall von Pink (A Study in Pink, Fernsehfilm)
- 2011: Merlin – Die neuen Abenteuer (Merlin, Fernsehserie, eine Folge)
- 2012: Fast Girls
- 2012–2014: Silk – Roben aus Seide (Silk, Fernsehserie, 7 Folgen)
- 2013: Being Human (Fernsehserie, 5 Folgen)
- 2014: Death in Paradise (Fernsehserie, eine Folge)
- 2014: New Tricks – Die Krimispezialisten (New Tricks, Fernsehserie, eine Folge)
- 2015: Mr. Holmes
- 2015–2016: Mad Dogs (Serie, 10 Folgen)
- 2015–2016: Poldark (Fernsehserie, 15 Folgen)
- 2017: Riviera (Fernsehserie, 9 Folgen)
- 2018: Juliet, Naked

### Regie
- 1989: Skulduggery (Fernsehfilm, auch Drehbuch)
- 1992: Life’s a Gas (Kurzfilm)
- 1995: Undercover (I.D.)
- 1995: Moving Story (Fernsehserie, eine Folge)
- 1996: Heißer Verdacht (Prime Subject, Miniserie, 2 Folgen)
- 1998: Real Women (Fernsehserie)
- 1999: Hold Back the Night